# Gliese 623
Gliese 623 är en svag dubbelstjärna i norra delen av stjärnbilden Herkules. Den har en kombinerad skenbar magnitud av ca 12 och kräver ett teleskop för att kunna observeras. Baserat på parallax enligt Gaia Data Release 2 på ca 127,5 mas, beräknas den befinna sig på ett avstånd på ca 25,6 ljusår (ca 7,8 parsek) från solen. Den rör sig närmare solen med en heliocentrisk radialhastighet på ca -27 km/s.

## Egenskaper
Primärstjärnan Gliese 623 A är en orange till röd dvärgstjärna i huvudserien av spektralklass M0.3 V.

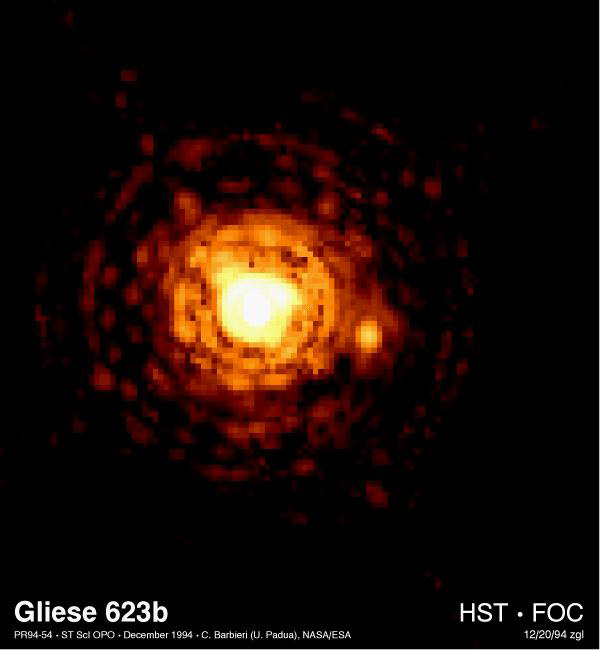
Gliese 623 fotograferad av rymdteleskopet Hubble. Den svagare följeslagaren till höger.

Dubbelstjärnan består av två röda dvärgar, som kretsar kring varandra på ett avstånd av 1,9 AE.